# ۵ جمادی‌الاول
۵ جمادی‌الاول، پنجمین روز ماه جمادی‌الاول در تقویم هجری قمری است.
در تقویم هجری قمری قراردادی این روز صد و بیست و سومین روز سال است.

## رویدادها
- هشتم هجری - وقوع غزوه مؤته در مرز شام.

## تولدها
- ۵ ‐ زینب بنت علی[۱]

## مناسبت‌ها
- در ایران: روز پرستار و بهورز[۱]